# Chapelle de la Congrégation-des-Vignerons de Poligny
La Chapelle de la Congrégation-des-Vignerons est une ancienne chapelle de style classique du XVIIIe siècle dédiée aux vignerons du vignoble du Jura et aux artisans de Poligny dans le Jura en Franche-Comté. Elle fait office à ce jour de salle d'exposition municipale sous le nom de « salle culturelle de la congrégation ».

## Historique
Cette chapelle de congrégation religieuse est inaugurée en 1732.

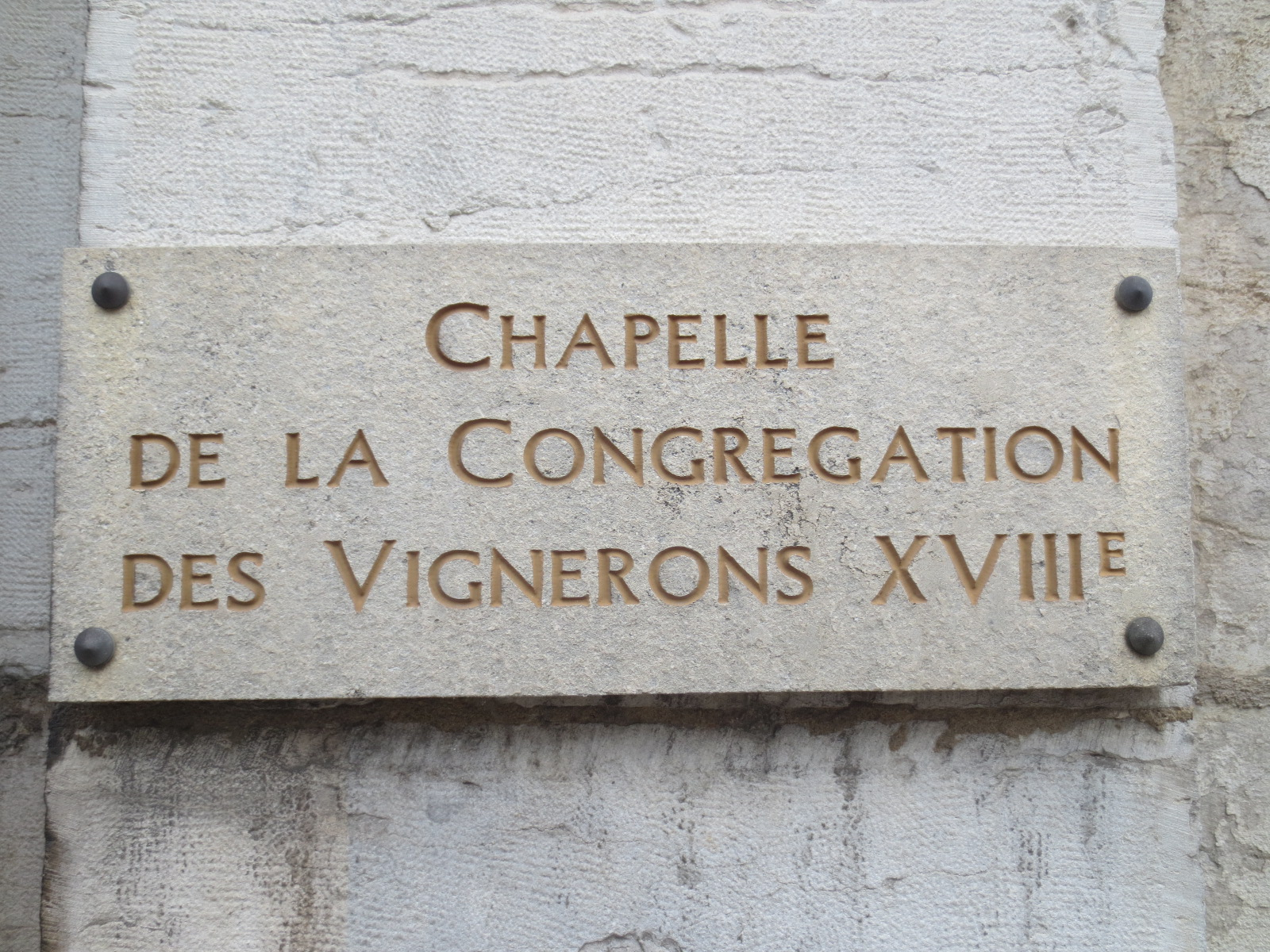
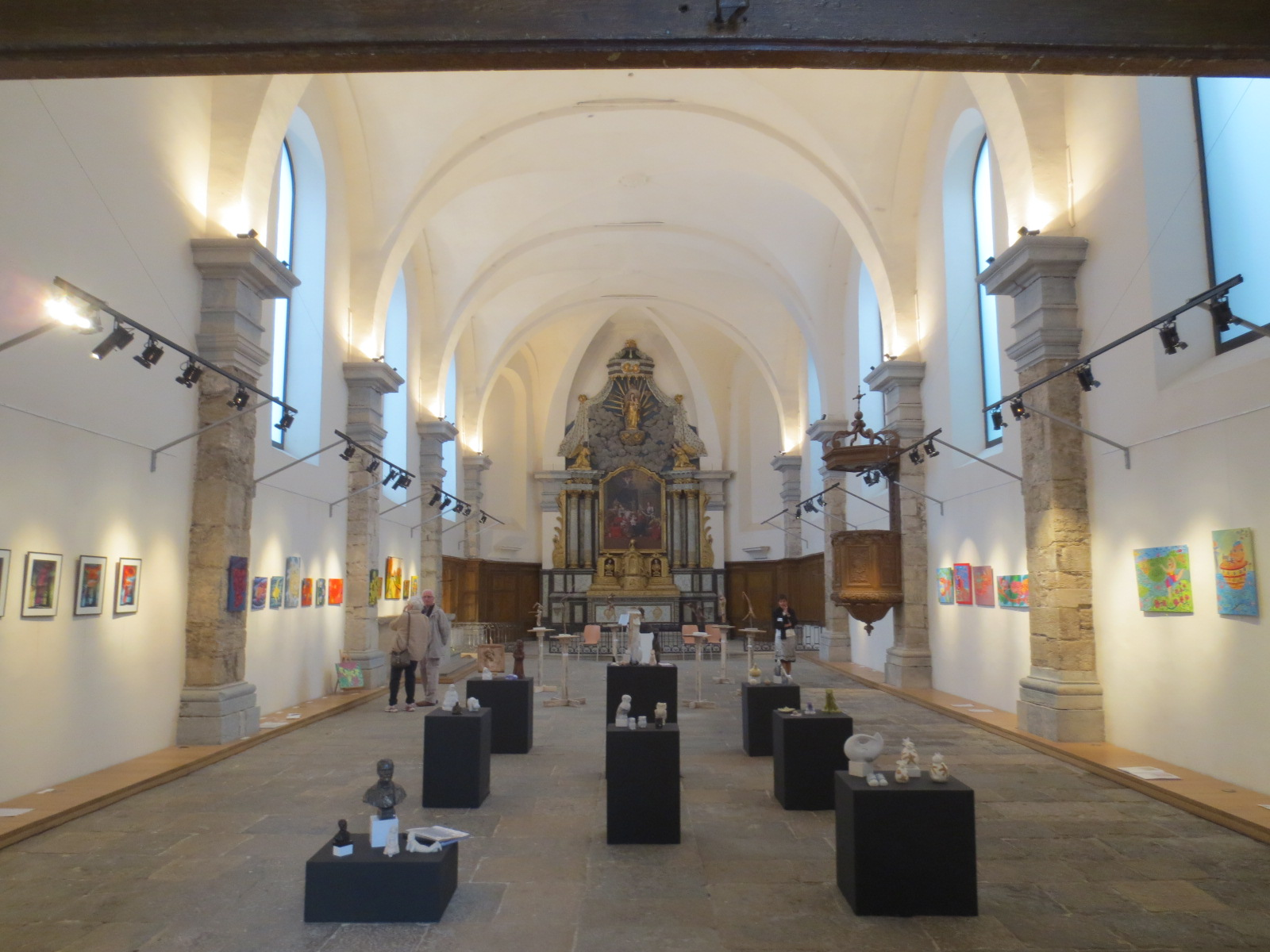
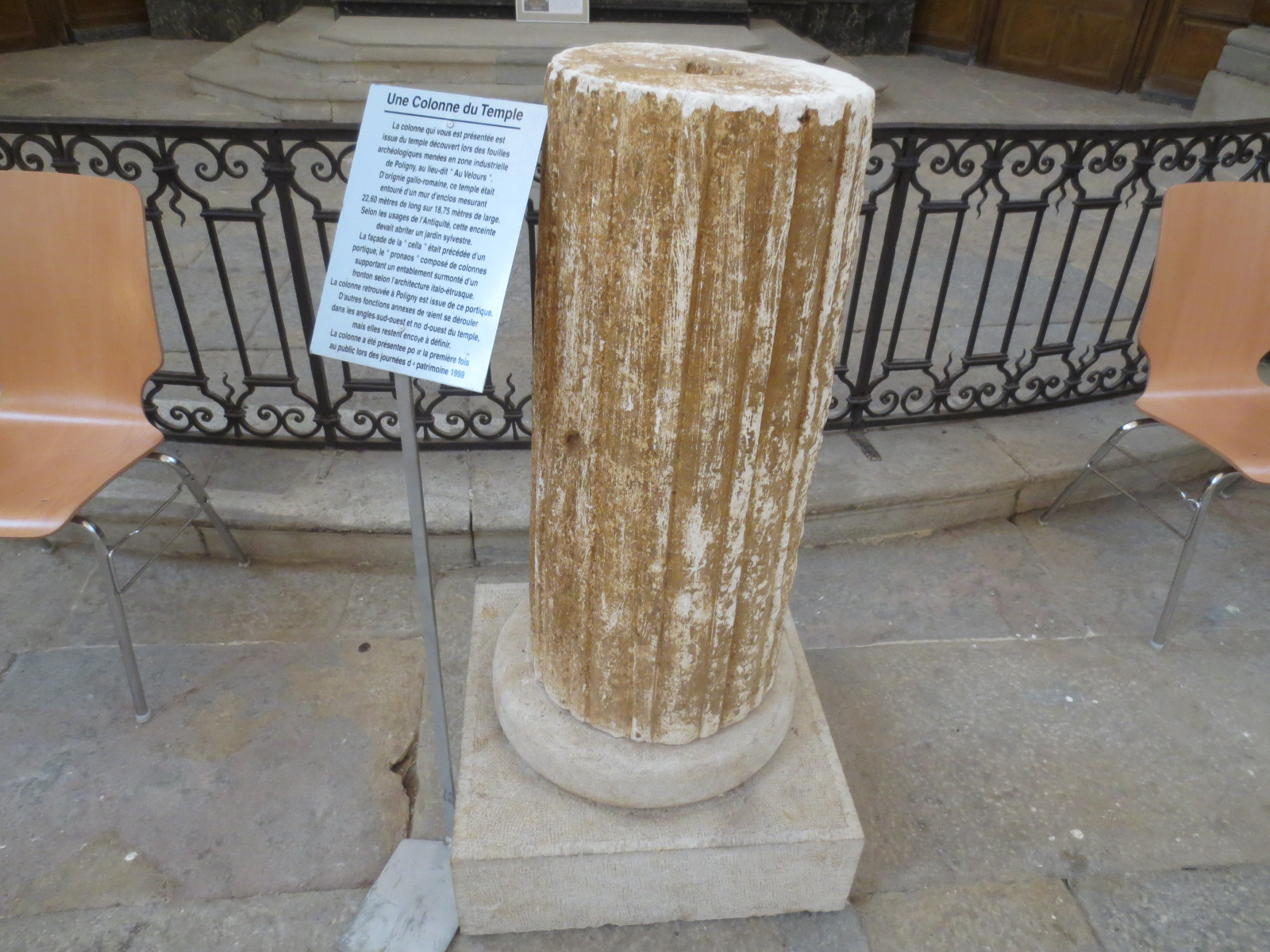

En 1770 elle est reconvertie en grenier public puis déclarée Bien national suite par la Révolution française. En 1809 elle retrouve un temps sa fonction religieuse première.
À partir de 2002 la ville en assure la réhabilitation
À ce jour, la municipalité l'exploite à titre de salle culturelle d'exposition municipale du centre historique de Poligny.